# Renault Morphoz
La Renault Morphoz est un concept-car électrique du constructeur automobile français Renault présenté en mars 2020.

## Présentation
Le nom Morphoz vient de la capacité du concept-car à pouvoir modifier sa morphologie, en modifiant sa longueur. Le Morphoz suit la logique des noms des concept-cars qui l'ont précédé (DeZir, TreZor et Symbioz) en intégrant un « Z » dans son patronyme, tout comme la série des concepts EZ (EZ-Pro, EZ-Go, EZ-Ultimo, EZ-Flex, EZ-POD).
Le concept-car Renault Morphoz devait être présenté au salon de Genève 2020 le 3 mars 2020 mais celui-ci a été annulé à cause de l'épidémie de COVID-19. L'étude est présentée en avant-première dans une image teaser qui met en lumière son nom intégré à l'arrière. Il est dévoilé en images sur Internet le 3 mars 2020.

## Caractéristiques techniques
Le concept-car repose sur la nouvelle plate-forme technique CMF-EV du Groupe Renault destinée aux véhicules électriques.
Le Renault Morphoz présente la caractéristique d'un empattement et d'une longueur variables. Ainsi, en version courte (mode City), l’empattement est de 2,73 m et le concept mesure 4,46 m. En mode Travel, le concept s'allonge de 41 cm passant à 4,87 m avec un empattement de 2,93 m. L'allongement se fait au niveau du coffre augmentant sa capacité de chargement, et au niveau du montant A, devant les portes avant. Cet allongement permet au Morphoz de recevoir une batterie supplémentaire pour augmenter son autonomie.
À l'intérieur, l'immense écran du système d’info-divertissement est dissimulé dans la planche de bord. Il s'extrait et pivote sur lui même pour venir se placer devant le conducteur, derrière le volant. Les quatre sièges sont indépendants et celui du passager avant peut pivoter sur lui même et se retrouver dos à la route, face aux passagers arrière.

### Motorisation
Le concept est motorisé par un électromoteur d'une puissance maximale de 134 ch en mode City dont la puissance grimpe à 215 ch en mode Travel.

### Batterie
Le Morphoz est doté d'une batterie d'une capacité de 40 kWh lui autorisant une autonomie de 400 km, et peut recevoir le renfort d'une seconde batterie de 50 kWh en mode Travel procurant une autonomie totale de 700 km.